# Bambadinca
Bambadinca é um sector da região administrativa da região de Bafatá na Guiné-Bissau com 843,8 km². 
Possui uma cidade com o mesmo nome, com 32.000 habitantes, que dista 123 quilómetros de Bissau.